# Sloan Digital Sky Survey
Vanaf 2000 is het Sloan Digital Sky Survey project (SDSS) opgestart door het Astrophysical Research Consortium (ARC) - een samenwerkingsverband van zeven Amerikaanse onderzoeksinstituten - om het huidige universum in kaart te brengen en onze positie daarin. Het totale noordelijk halfrond van de sterrenhemel wordt door meerdere telescopen in kaart gebracht inclusief de deepskyobjecten. Dit gecombineerd met radiotelescopie zorgt voor nieuwe gegevens die vrij opvraagbaar zijn via het internet.
Het project is vernoemd naar de Alfred P. Sloan Foundation die het gesubsidieerd heeft. 
De eerste fase, SDSS I, is afgerond in juni 2005. In vijf jaar tijd werden meer dan 200 miljoen hemellichamen opgespoord, en de spectra gemeten van meer dan 675.000 sterrenstelsels, 90.000 quasars en 185.000 sterren. Voor de tweede fase, SDSS II, gepland tot juni 2008, is het consortium uitgebreid tot 25 internationale onderzoeksinstellingen. Het onderzoek spitst zich nu onder meer toe op de oorsprong van sterrenstelsels en quasars en het ontstaan en de evolutie van de Melkweg.
In juli 2008 startte SDSS III. In deze fase doet men onderzoek naar de donkere energie en de kosmologische parameters, de structuur, dynamica en chemische evolutie van de Melkweg, en planetenstelsels. Hierbij werd onder andere de quasar 3C186 ontdekt. Deze quasar bevindt zich buiten het eigen sterrenstelsel. Deze fase werd afgerond in 2014.
Tussen 2014 en 2020 liep SDSS IV. Hierbij werd onder andere Mapping Nearby Galaxies at APO (MaNGA) gehouden, waarbij een nieuw type sterrenstelsel werd ontdekt. De zogenaamde rode geiser is een type stelsel dat bestaat uit vrijwel alleen rode dwergen. Het stelsel dat werd ontdekt is Akira genoemd.